# ARM Altair (BI-03)
Le ARM Altair (BI-03) (anciennement USNS James M. Gilliss (T-AGOR-4) de classe Robert D. Conrad de l'US Navy est maintenant un navire océanographique de la Marine mexicaine depuis 1996 .

## Histoire
Le navire, nommé par la marine américaine James Meville Gilliss fondateur de l'Observatoire de la Marine, a été mis en construction par le chantier naval du Wisconsin Bay Shipbuilding Company (en) à Sturgeon Bay le 31 mai 1961. Lancé le 19 mai 1962, il a été parrainé par Mme Hubert Humphrey, épouse du sénateur du Minnesota et livré à l'US Navy le 5 octobre 1962 et remis au Military Sealift Command  le 5 novembre 1962.

### Service océanographique
Avec à son bord un équipage civil et 15 scientifiques du Bureau océanographique de la marine, le James M. Gilliss futt le premier d'une nouvelle classe de navires océanographiques à être exploités par le Service de transport maritime militaire (MSTS). Outre les équipements océanographiques et météorologiques les plus récents, il possédait également des caractéristiques de conception inhabituelles, notamment des réservoirs antiroulis spéciaux pour la stabilité et une hélice à propulsion avant rétractable. En tant que laboratoire de recherche flottant et mobile, il était capable de mener des expériences sur la transmission du son, la vie sous-marine et les caractéristiques des fonds océaniques, lui permettant ainsi de continuer à jouer un rôle de premier plan dans l'exploration et la compréhension de «l'espace intérieur».
Le James M. Gilliss a été mis hors service, à une date non précisée, et transféré à la marine mexicaine le 9 décembre 1996, où il continue d'opérer pour ce pays en tant que navire de recherche océanographique ARM Altair (BI-03).

## Galerie

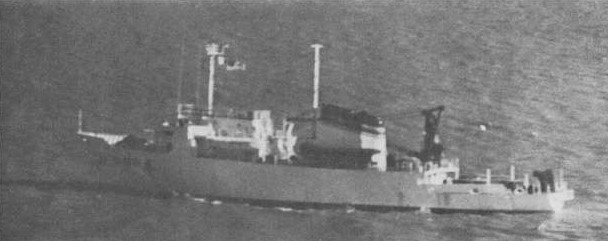
USNS James M. Gilliss (T-AGOR-4)

### Note et référence
1. ↑  Buques de Investigación Oceanográfica - Site Marine mexicaine

- (en) Cet article est partiellement ou en totalité issu de l’article de Wikipédia en anglais intitulé « USNS James M. Gilliss (T-AGOR-4) » (voir la liste des auteurs).